# Conversión de electricidad en gas

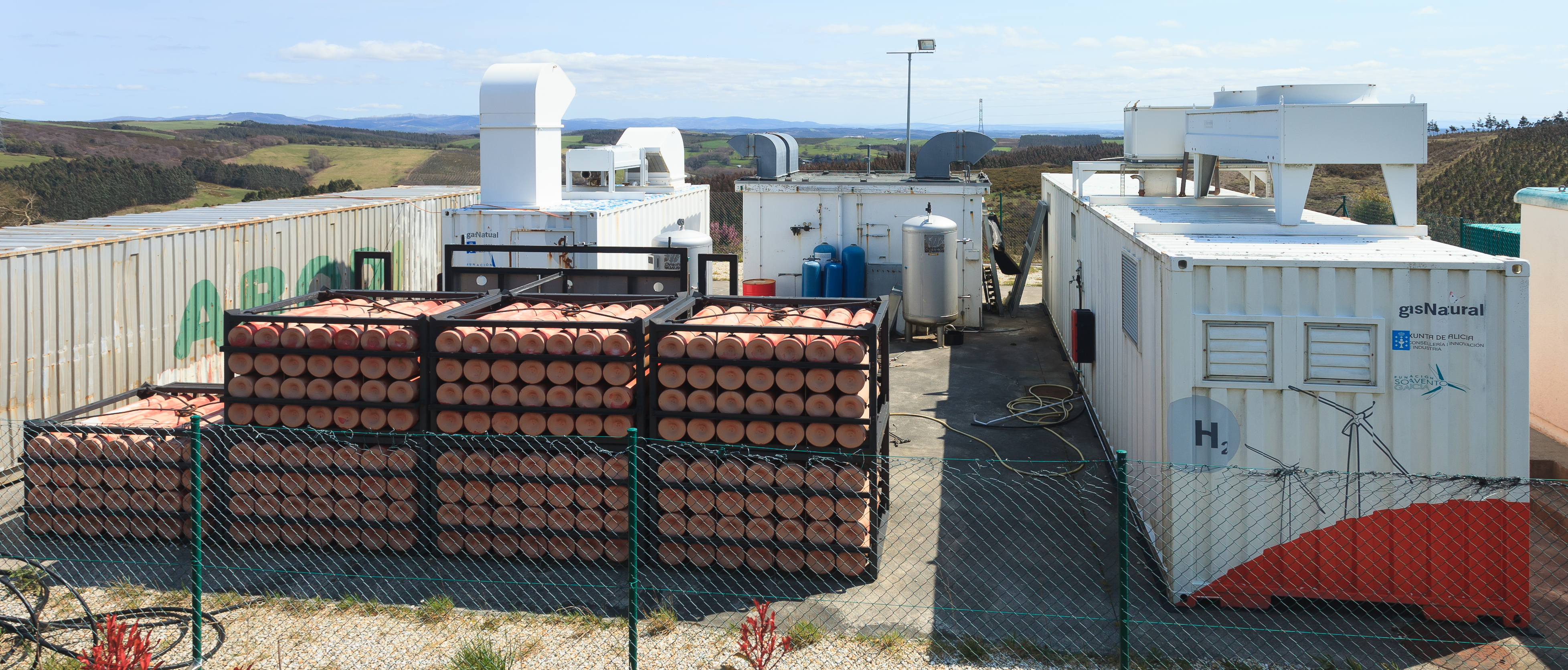
Instalación de conversión en el parque eólico experimental de Germade (Galicia)

La conversión de electricidad en gas es una tecnología que utiliza electricidad para producir un combustible gaseoso miediante la electrólisis del agua y metanización posterior. En documentos técnicos a menudo se utiliza el acrónimo en inglés P2G o PtG, que proviene de la expresión equivalente power-to-gas.
Esta tecnología permite convertir la energía eléctrica en un gas almacenable. Aporta una solución para la inherente variabilidad de las energías solar y eólica. Aunque se trata de un proceso poco eficaz económicamente —si se utilizara electricidad generada a partir de combustibles fósiles o nucleares—, puede resultar interesante para aprovechar la energía excedentaria de aerogeneradores o de instalaciones fotovoltaicas cuando la producción es superior a la demanda. Es más ventajoso utilizar este exceso de generación eléctrica que desconectar las instalaciones para evitar una sobrecarga de la red eléctrica.
La mayoría de los sistemas P2G utilizan la electrólisis para producir hidrógeno. El hidrógeno se puede usar directamente, o tras etapas adicionales (conocidos como sistemas P2G de dos etapas) para convertir el hidrógeno en gas de síntesis, metano o GLP. También existen sistemas P2G de una sola etapa para producir metano, como la tecnología de celdas reversibles de óxido sólido.
El gas se puede utilizar como materia prima en síntesis química o volver a convertirse en electricidad mediante generadores convencionales, como los motores de combustión interna o las turbinas de gas. Los sistemas P2G permiten almacenar y transportar la energía eléctrica en forma de gas comprimido, a menudo utilizando la infraestructura existente para el transporte y almacenamiento de gas natural. Los sistemas P2G a menudo se consideran la tecnología más prometedora para el almacenamiento de energía renovable a largo plazo (a escala estacional).